# ネナド・エリッチ
ネナド・エリッチ（セルビア語: Ненад Ерић、1982年5月26日 - ）は、ユーゴスラビア社会主義共和国出身でカザフスタンに帰化した元サッカー選手。元カザフスタン代表。現役時代のポジションはGK。
ネナド・エリックとも表記される。

## クラブ歴
FKスロガ・ポジェガで選手となった後、FKラドニチュキ1923を経てOFKベオグラードに在籍した。ベオグラードではレンタル移籍を繰り返し、FKマチュヴァ・シャバツには2004年にレンタルした後、2005年に復帰、その後再び同クラブにレンタルとなった。2006年にレンタル移籍したFKボラツ・チャチャクに2007年に完全移籍した。
2008年にFCシビル・ノヴォシビルスクに移籍するもFCディナモ・バルナウルにレンタル移籍となった。その後、FCカイラトを経て2011年よりFCアスタナに所属している。退団後、エリッチが着けていた背番号1はアスタナの永久欠番となった。

## 代表歴
2015年2月18日に行われたモルドバ代表との親善試合でカザフスタン代表初出場となった。

## 個人
2014年6月13日付でカザフスタン国籍を取得した。

## 個人成績
2018年11月15日現在
| カザフスタン代表 | カザフスタン代表 | カザフスタン代表 |
| 年               | 出場             | 得点             |
| ---------------- | ---------------- | ---------------- |
| 2015             | 1                | 0                |
| 2018             | 7                | 0                |
| 計               | 8                | 0                |

## タイトル
アスタナ
- カザフスタン・プレミアリーグ: 2014, 2015, 2016, 2017, 2018[7]
- カザフスタン・クボグィ: 2012, 2016[7]
- カザフスタン・スペルクボグィ: 2011, 2015, 2018[7]